# Tornelasmias capricorni
Tornelasmias capricorni fue una especie de molusco gasterópodo de la familia Achatinellidae en el orden de los Stylommatophora.

## Distribución geográfica
Fue  endémica de Australia.